# Franz Mayerhoff
Franz Mayerhoff (Chemnitz, 1864 - 1938) fou un professor de música i compositor alemany.
Va estudiar en el conservatori de Leipzig, i després dirigí diverses orquestres teatrals en distintes poblacions. Traslladà la seva residència a la seva població nadiua, on es dedicà a l'ensenyança musical, i dirigí la Societat de Música d'aquesta
Publicà una obra didàctica Instrumentenlehre el 1909, i va compondre una Elegia per a violoncel, i piano o orgue, a més, d'algunes cantates, una simfonia, lieder, cors religiosos, etc.